# Енфилд (Илиноис)
Енфилд (енгл. Enfield) град је у америчкој савезној држави Илиноис.

## Демографија
По попису из 2010. године број становника је 596, што је 29 (-4,6%) становника мање него 2000. године.
| Група             | 2000.       | 2010.       |
| Белци             | 616 (98,6%) | 593 (99,5%) |
| Афроамериканци    | 1 (0,2%)    | 1 (0,2%)    |
| Азијати           | 1 (0,2%)    | 1 (0,2%)    |
| Хиспаноамериканци | 1 (0,2%)    | 0 (0,0%)    |
| Укупно            | 625         | 596         |